# 5 de juny
El 5 de juny és el cent cinquanta-sisè dia de l'any del calendari gregorià i el cent cinquanta-setè en els anys de traspàs. Queden 209 dies per a finalitzar l'any.

## Esdeveniments
Països Catalans
- 1907 - Vila de Gràcia, El Club Esportiu Europa, tal com el coneixem avui en dia, neix el 1907. Llavors, dos modestos clubs (el Provençal i el Madrid de Barcelona) van decidir fusionar-se per poder assolir més altes fites dins el futbol català. Quan es va haver de buscar un nom per a l'equip, per tal d'evitar majors despeses de registre van aprofitar el nom d'un club a punt de desaparèixer i del que en quedava la fitxa lliure, el FC Europa. Amb un petit canvi al nom, naixia el 5 de juny de 1907 el "Club Deportivo Europa". El primer president en la història de l'entitat fou Rodolf Collell Admetller, qui va dirigir l'entitat fins al 1911, quan va passar a ser vicepresident de la Federació Catalana de Futbol.
- 2004 - Jerez de la Frontera (Cadis, Andalusia): el Llevant hi aconsegueix els punts necessaris per tornar a primera divisió de la Lliga espanyola; hi havia estat les temporades 1963-64 i 1964-65.
- 2008 - Pep Guardiola signa el contracte com a tècnic del primer equip del Futbol Club Barcelona per a les temporades 2008/09 i 2009/10.

Resta del món
- 1224 - Nàpols (Regne de Nàpols): Frederic I de les Dues Sicílies funda la Universitat de Nàpols, primera fundada amb el suport d'un Estat amb independència de les autoritats eclesiàstiques.
- 1305 - Climent V, elegit Papa.[1]
- 1644 - Pequín (Xina): els manxús entren a Pequín instaurant un nou imperi i l'inici de la darrera dinastia xinesa,la dinastia Qing (1644-1911).[2]
- 1947 - A la Universitat Harvard, George Marshall presenta el Pla Marshall d'ajuda als països europeus afectats per la Segona Guerra Mundial.[3]
- 1967 - Orient Mitjà: inici de la Guerra dels Sis Dies entre Israel i els països àrabs veïns.[4]
- 1968 - Los Angeles (Califòrnia, EUA): Atemptat mortal contra el senador i candidat a president dels EUA Robert F. Kennedy.
- 1981 - Los Angeles (Califòrnia, EUA): s'hi publica un informe mèdic sobre cinc hòmens homosexuals que presenten una pneumònia d'etiologia desconeguda: estudis posteriors conclouran que es tracta d'una malaltia fins aleshores desconeguda: la sida.
- 1989 - Polònia: Solidarność venç el Partit Comunista en les primeres eleccions lliures des de la Segona Guerra Mundial.
- 2004 - Bègles (la Gironda, Aquitània, França): el batlle Noël Mamère oficia el casament de Bertrand Charpentier i Stéphane Chapin, el primer entre dos homosexuals a l'estat francès.

## Naixements
Països Catalans
- 1887 - Cervera (Segarra): Agustí Duran i Sanpere, historiador, arxiver i arqueòleg català (m. 1975).
- 1896 - Maó, Menorca: Francesc Carreras Reura, polític republicà menorquí, diputat a Corts i governador civil durant la Segona República Espanyola (m. 1951).
- 1940 - 
  - Barcelona: Helena Valentí, escriptora catalana (m. 1990).[5]
  - Alboraia, Horta Nord: Aurora Valero Cuenca, pintora i professora d'universitat valenciana.[6]
- 1945 - Paiporta: Blanca Cassany, escriptora de narrativa infantil, traductora i editora valenciana.[7]
- 1951 - Reus (Baix Camp): Lluís Pasqual i Sánchez, director teatral català, fundador del Teatre Lliure.
- 1966 - Barcelona: Rosa Colomer Artigas, filòloga i lingüista catalana, fou directora del TERMCAT (m. 2013).[8]
- 1990 - Barcelona: Ona Carbonell i Ballestero, nedadora catalana de natació sincronitzada.[9]

Resta del món
- 1412 - Màntua, Senyoriu de Màntua: Lluís III Gonzaga, condottiero que va esdevenir 2n marquès de Màntua (m. 1478).[10]
- 1523 - Saint-Germain-en-Laye, Regne de França: Margarida de Valois i de França, princesa de França, Duquessa de Berry i duquessa consort de Savoia (m. 1574).[11]
- 1640 - Zichuan, actualment Zibo (Xina): Pu Songling (en xinès simplificat: 蒲松齡) escriptor xinès de la dinastia Qing, que es va fer popular pels seus contes (m. 1715).[12]
- 1646 - Venècia: Elena Cornaro Piscopia, filòsofa veneciana, primera dona a assolir una titulació universitària (m. 1684).[13]
- 1723 - Kirkcaldy, Fife, Escòcia: Adam Smith, economista i filòsof britànic (m. 1790).[14]
- 1808 - Aarau, Suïssa: Emil Zschokke, eclesiàstic i escriptor suís.
- 1855 - Police nad Metují: Hanuš Wihan, violoncel·lista i compositor txec.
- 1862 - Landskrona, Suècia: Allvar Gullstrand, oftalmòleg suec, Premi Nobel de Medicina o Fisiologia de l'any 1911 (m. 1930).[15]
- 1877 - Viveiro: Manuela Barreiro Pico, primera llicenciada a la Universitat de Santiago i primera farmacèutica de Galícia (m. 1953).[16]
- 1878 - San Juan del Río (Mèxic): Pancho Villa, revolucionari mexicà (m. 1923).[17]
- 1883 - Cambridge, Anglaterra: John Maynard Keynes, economista, filòsof i acadèmic anglès (m. 1946).[18]
- 1887 -
  - Nova York: Ruth Benedict, antropòloga estatunidenca (m.1948).[19]
  - Otto Friedrich Conrad Rudnik, músic alemany.
- 1898 - Fuente Vaqueros, província de Granada, Andalusia: Federico García Lorca, escriptor de la Generació del 27.[20]
- 1900 - Budapest (Hongria): Dennis Gabor, físic hongarès, Premi Nobel de Física de 1971 (m. 1979).[21]
- 1926 - Ninotsminda, URSS: Gurguèn Dalibaltaian, militar armeni.[22]
- 1937 - Orà (Algèria): Hélène Cixous, filòsofa,assagista i professora francesa. Premi Médicis de l'any 1969.[23]
- 1941 - Buenos Aires, Argentina: Martha Argerich, pianista.[24]
- 1942 - Acoacán-Esangui, Guinea Equatorial: Teodoro Obiang Nguema, segon president de Guinea Equatorial.
- 1944 - Washington DC, EUA: Whitfield Diffie, criptògraf estatunidenc reconegut com a pioner de la criptografia de clau pública, premi Turing de 2015.[25]
- 1947 - Glen Ellyn, Illinois, EUA: Laurie Anderson, música, poeta, dibuixant i artista experimental.[26]
- 1949 - Cardiff, Gal·les: Ken Follett, escriptor gal·lès autor de thrillers i novel·les històriques en anglès.
- 1971 - Boston, Massachusetts, Estats Units: Mark Wahlberg, actor, productor, i raper estatunidenc.
- 1978 - Cintruénigo: María Chivite, política navarresa i presidenta de Navarra des de 2019.[27]
- 1981 - Mont-real, Canadà: Sebastien Lefebvre, guitarrista del grup canadenc Simple Plan.
- 1984 - Wamel, Gelderland: Iris van Herpen, dissenyadora de moda holandesa.[28]

## Necrològiques
Països Catalans
- 1276 - Cardona, Bages: Ramon Folc V de Cardona, vescomte de Cardona.
- 1914 - Barcelona: Josep Azemar i Pont, arquitecte modernista (n. 1862).
- 1989 - Barcelona: Adi Enberg, periodista, poliglota, aventurera i espia, companya intermitent de Josep Pla (n. 1901).[29]
- 2006 - Castelló de la Plana: Manuel Garcia i Grau, filòleg i poeta valencià (n. 1962).
- 2022 - Barcelona: Rosa Guiñón i Soro, actriu catalana de doblatge i videojocs (n. 1932).[30]

Resta del món
- 1316 - Vincennes (França): Lluís X de França, rei de Navarra (Lluís I) i de França (n. 1289).[31]
- 1816 - Nàpols (Regne de Nàpols): Giovanni Paisiello, compositor italià (n. 1740).[32]
- 1826 - Londres (Anglaterra): Carl Maria von Weber, compositor romàntic alemany (n. 1786).[33]
- 1832 - Manoa, Hawaii: Kaahumanu, reina regent de Hawaii.[34]
- 1916 - 
  - Orkney Islands (Escòcia): Horatio Herbert Kitchener Mariscal de Camp, 1r Comte Kitchener, militar britànic d'origen irlandès i procònsol que adquirí fama per les seves campanyes imperials (n. 1850).[35]
  - Chicago, Illinoisː Mildred J. Hill, compositora estatunidenca autora de la melodia de «Good Morning to All», més tard utilitzada per a «Happy Birthday to You» (n. 1859).[36]
- 1920 - Headington Hill, Oxfordː Rhoda Broughton, novel·lista britànica (n. 1840).[37]
- 1939 - Margate, Kent: Christina Broom, fotògrafa escocesa, "la primera fotògrafa de premsa del Regne Unit" (n. 1862).[38]
- 1944 - Pesaro (Itàlia): Riccardo Zandonai, compositor italià d'òpera (n. 1883).[39]
- 1965 - Hampstead: Eleanor Farjeon, escriptora anglesa (m. 1965).[40]
- 1975 - Ea (Biscaia): Gabriel Aresti, poeta basc. És considerat com un renovador de la poesia basca (n. 1933).[41]
- 1977 - Ciutat de Mèxic: Martí Ventolrà i Fort, jugador de futbol, que va destacar en la posició d'extrem dret (n. 1906).
- 2002 - Hollywood (EUA): Douglas Colvin, conegut com a Dee Dee Ramone, músic de rock, baixista de The Ramones.[42]
- 2003 - París, França: Manuel Rosenthal, director d'orquestra i compositor francès (n. 1904).[33]
- 2004 - Los Angeles (Califòrnia, EUA): Ronald Reagan, 40è president dels Estats Units, ex-governador de Califòrnia i actor de cinema (n. 1911).[43]
- 2006 - Marroc: Henry Magne copilot del pilot català Nani Roma en un accident durant el ral·li de Marroc.
- 2012 - Los Angeles, (Califòrnia, EUA): Ray Bradbury, novel·lista, escriptor d'històries curtes i assaigs, dramaturg, guionista i poeta estatunidenc (n. 1920).[44]
- 2015 - West Hartford, Connecticutː Jane Briggs Hart, aviadora i candidata a astronauta del projecte Mercury 13 (n. 1921).[45]

## Festes i commemoracions
- Dia mundial del medi ambient

### Santoral

#### Església Catòlica
- Sants al Martirologi romà (2011): Bonifaci de Magúncia, bisbe i màrtir; Doroteu de Tir, bisbe i màrtir (s. IV); Valèria, Zenaida i màrtirs de Cesarea (s. I); Marcià, Nicandre, Apol·loni i màrtirs d'Egipte (s. III); Il·lidi de Clarmont, bisbe (384); Eutiqui de Como, bisbe (539); Eobà, Adelari i màrtirs de Dokkum (754); Franc d'Assergi, eremita (s. XII); Pere Spanò, eremita (s. XII); Domènec Toai i Domènec Huyen (1862) i Lluc Vu Ba Loan, màrtirs (1840).
  - Beats: Sanci d'Albi o Sanç de Còrdova, màrtir (851).
- Sants Florenci, Julià, Ciríac, Marcel·lí i Faustí de Perusa, màrtirs (250); Tudnó de Caernarvon (s. VI); Doroteu de Gaza, asceta (640); Doroteu de Tebes; Gregori de Lilibeo, bisbe i màrtir; Fèlix de Fritzlar, monjo màrtir; Fulger de Lüttich, monjo (1307).
- Beats Meinwerk de Paderborn, bisbe (1036); Ferran de Portugal i Lancaster, príncep i màrtir; Bartomeu Plàcid de Fermo, apostolí; Adam Arakava, laic japonès, màrtir (1614).
- Venerats a l'Orde de la Mercè: Rodolf Sanz, confessor.

#### Església Copta
- 28 Baixans: translació de les relíquies de Sant Epifani de Salamina.

#### Església Ortodoxa (segons el calendari julià)
- Se celebren els corresponents al 18 de juny del calendari gregorià.

#### Església Ortodoxa (segons el calendari gregorià)
Corresponen al 23 de maig del calendari julià litúrgic:
- Sants Maria de Clopas, miròfora i tia de Jesús; Miquel el Confessor, bisbe de Sínnada; Doroteu i Hilarió de Jugskoj, monjos; Sants de Rostov i Jaroslav, Eufrosina de Polotsk, abadessa; Paisi de Gàlitx, abat; Miquel de Sant Sava, hieromàrtir; Demetri I de Geòrgia, rei i himnògraf; Salonas de Roma, màrtir; Seleüc màrtir; Damascè de Valaam, hieromàrtir.

#### Església d'Anglaterra
- Sant Bonifaci de Crediton, bisbe i apòstol d'Alemanya.

#### Església Episcopal dels Estats Units
- Sant Bonifaci de Magúncia, bisbe, missioner i màrtir.

#### Esglésies luteranes
- Sant Bonifaci de Magúncia, bisbe, missioner i màrtir.